# Hydnochaete paucisetigera
Hydnochaete paucisetigera är en svampart som beskrevs av Parmasto & Sheng H. Wu 2005. Hydnochaete paucisetigera ingår i släktet Hydnochaete och familjen Hymenochaetaceae.   Inga underarter finns listade i Catalogue of Life.